# Esposizione internazionale di Torino
(Guido Gozzano, ironico, in un articolo, pubblicato nel 1911 sul periodico “L’Esposizione di Torino”)
L'Esposizione internazionale di Torino (nome ufficiale Esposizione internazionale dell'industria e del lavoro di Torino) fu una Esposizione universale organizzata nella città di Torino, in Piemonte, dal 29 aprile al 19 novembre 1911 nel Parco del Valentino.
L'evento venne organizzato insieme ad altre esposizioni nazionali di Roma e di Firenze, in occasione del cinquantenario dell'Unità d'Italia, e fa parte delle storiche Esposizioni universali che ancor oggi si tengono in varie città del mondo.
Fu considerata una delle più importanti manifestazioni del capoluogo sabaudo, preceduta dalle edizioni torinesi dell'Esposizione generale italiana (1884 e 1898), dell'Esposizione Internazionale d'Arte Decorativa Moderna (1902) e seguita dalle manifestazioni per il decennale della fine della prima guerra mondiale (1928), dalla grande Expo 1961 (centenario dell'Unità d'Italia), dai XX Giochi olimpici invernali (2006) e dal 150º anniversario dell'Unità d'Italia (2011).
L'Esposizione è oggetto di studio da parte del Turin 1911 project nel cui sito web sono raccolti tutti i materiali archivistici e le descrizioni dei padiglioni e dei protagonisti dell'Esposizione.

## Realizzazione
L'Esposizione del 1911 venne ospitata soprattutto nel Parco del Valentino, sfruttando altresì alcune strutture già create in esso per l'Expo del 1884 (e del 1898), come il Borgo Medievale e la Fontana dei Dodici Mesi. Per la costruzione dei padiglioni aggiuntivi, delle infrastrutture di trasporto, dei ponti fluviali e della Fontana Monumentale, il Comune affidò i lavori a gli stessi delle manifestazioni passate, ovvero le Carpenterie A. Brambilla di Milano. Altri spazi utilizzati furono quelli della riva destra del Po, in particolare la zona fluviale meridionale di Borgo Po-Borgo Crimea. L'evento fu inaugurato il 29 aprile 1911, alla presenza del Re Vittorio Emanuele III di Savoia e dei rappresentanti dei Paesi esteri ospiti.

### Opere monumentali
Per la costruzione delle strutture dell'area espositiva furono impiegati ben 3.500 operai. Furono allestiti parecchi padiglioni, che interessarono una superficie di circa 350.000 metri quadrati, rispetto ad un'area complessiva di 1.200.000 m² nella quale furono inserite anche ferrovie sopraelevate e tapis roulant. Alla fine della manifestazione, si contarono quasi 7 milioni di visitatori, circa 18 volte la popolazione torinese del tempo, una cifra molto alta per l'epoca se si confronta con l'Expo di Milano 2015 che ebbe 21 milioni di visitatori, 16 volte la popolazione di Milano nel 2015.
Già a partire dal 1912, quasi tutte le strutture e le infrastrutture furono smantellate, in quanto all'epoca era uso, in occasione delle esposizioni internazionali, realizzare delle strutture interamente smontabili, al fine di riportare il tutto allo stato originario una volta terminata la kermesse. Le strutture più importanti furono:
- il complesso sportivo Stadium[4], su progetto degli ingegneri Vittorio Eugenio Ballatore di Rosana[5] e Ludovico Gonnella,  una delle opere più imponenti fuori dalla zona dedicata alla manifestazione, costruito su una parte della terza Piazza d'Armi[6][7], nei pressi dell'allora quartiere periferico della Crocetta, ed inaugurato la stessa sera del 29 aprile 1911, con l'esibizione di 6.000 allievi ginnasti delle scuole municipali di Torino.[8] L'edificio, realizzato in calcestruzzo armato dall'impresa dell'ingegner Giovanni Antonio Porcheddu[9], era lo stadio in calcestruzzo armato più grande al mondo[10]. Tale struttura fu operativa fino al 1946, sull'area dove fu successivamente eretta la nuova sede del Politecnico di Torino.
- L'opera architettonica più importante fu il cosiddetto Ponte monumentale[11] sul Po, a ben cinque arcate e dotato di statue decorative sulle pile e sui colonnati con terrazzino ai bordi. Il ponte fu costruito in legname e stucco dall'Impresa Fratelli Viotti, era lungo m. 106,50, largo 25 m, e con cinque arcate di m. 21,30 ciascuna. Le cariatidi sono state scolpite da G. B. Alloati. Le 12 colonne, dotate di basamenti finemente decorate con gruppi scultorei dell'artista Angiolo Del Santo, sorreggono Vittorie Alate dello scultore Francesco Sassi. Vi erano anche altre sculture, come i dodici Titani di Giovanni Battista Alloati. Il ponte partiva dal Parco del Valentino, in prossimità dell'incrocio tra Viale Virgilio e Viale Crivelli, e terminava in prossimità degli odierni campi da tennis del Circolo Eridano di Corso Moncalieri. Il ponte era considerato una delle principali caratteristiche architettoniche dell'Esposizione ed era strategicamente posizionato al centro del quartiere fieristico, a metà strada tra il Borgo Medievale e il Castello del Valentino, accanto ai Padiglioni più importanti.[12] È opinione spesso comune ma errata, che il "Ponte monumentale" del 1911 corrisponda all'ancor esistente Ponte Umberto I, oppure al Ponte Balbis (all'epoca Ponte Vittorio Emanuele III) di Corso Bramante o al Ponte Isabella di Corso Dante, mentre, nonostante la sua bellezza architettonica, esso fu smantellato già nel 1912.
- la fontana monumentale della collina[13] (anche detta Castello delle Acque, Castello della Gran Cascata, o Castello di Acqua), imponente e ad alta gradinata, era la terminazione del ponte monumentale. La fontana era collegata al ponte da uno scalone monumentale. Le due torri del castello erano alte 80 metri.  Al centro del Castello era stata collocata una gigantesca statua della Patria dello scultore Contratti. Due statue più piccole, Giustizia e Sapienza furono poste a fianco dell Patria e furono realizzate dallo scultore Chiariglione. Una massiccia cascata abbelliva l'imponente struttura. Cavalcavia porticati collegavano anche il Padiglione della Germania e il Padiglione della Francia al Ponte Monumentale e al Castello. I progettisti del ponte monumentale, della fontana monumentale della collina e dei bianchi e allegorici padiglioni adiacenti, sempre in stile liberty torinese e neobarocco, di Francia, Belgio, Brasile e Germania, furono opera degli architetti Pietro Fenoglio, Stefano Molli e Giacomo Salvatori.[12]
- i padiglioni provvisori, tuttavia dotati di un grande impatto estetico, sparsi un po' dappertutto per il Parco del Valentino e dedicati alle varie nazioni, sono spesso rappresentati nelle cartoline e nelle foto d'epoca; da citare soprattutto quello dell'Arte Applicata e dell'Industria, con una sezione dedicata al Giappone, che era situato quasi all'angolo con il Corso Vittorio Emanuele II, e quello dell'Ungheria[14], al fondo di viale Ceppi.

## Nazioni partecipanti
| Paesi partecipanti | Paesi partecipanti    | Paesi partecipanti | Paesi partecipanti |
| Asia               | Asia                  | Asia               | Asia               |
| ------------------ | --------------------- | ------------------ | ------------------ |
| Cina               | Giappone              | Siam               |                    |
| Africa             |                       |                    |                    |
| Europa             |                       |                    |                    |
| Austria-Ungheria   | Belgio                | Bulgaria           | Danimarca          |
| Francia            | Germania              | Regno Unito        | Grecia             |
| Italia             | Norvegia              | Paesi Bassi        | Impero russo       |
| Serbia             | Spagna                | Svizzera           | Impero ottomano    |
| Ungheria           |                       |                    |                    |
| Americhe           |                       |                    |                    |
| Argentina          | Bolivia               | Brasile            | Colombia           |
| Cile               | Ecuador               | Messico            | Nicaragua          |
| Perù               | Stati Uniti d'America | Uruguay            |                    |
| Oceania            |                       |                    |                    |
| Aziende            |                       |                    |                    |
| • Liebig           | • Martell             | • Maison Paquin    | • Moët et Chandon  |

## Eventi
Tanti furono gli eventi collegati all'esposizione, tra cui: mostre, esposizioni, concorsi, feste ma anche dimostrazioni di nuove apparecchiature elettriche e meccaniche.

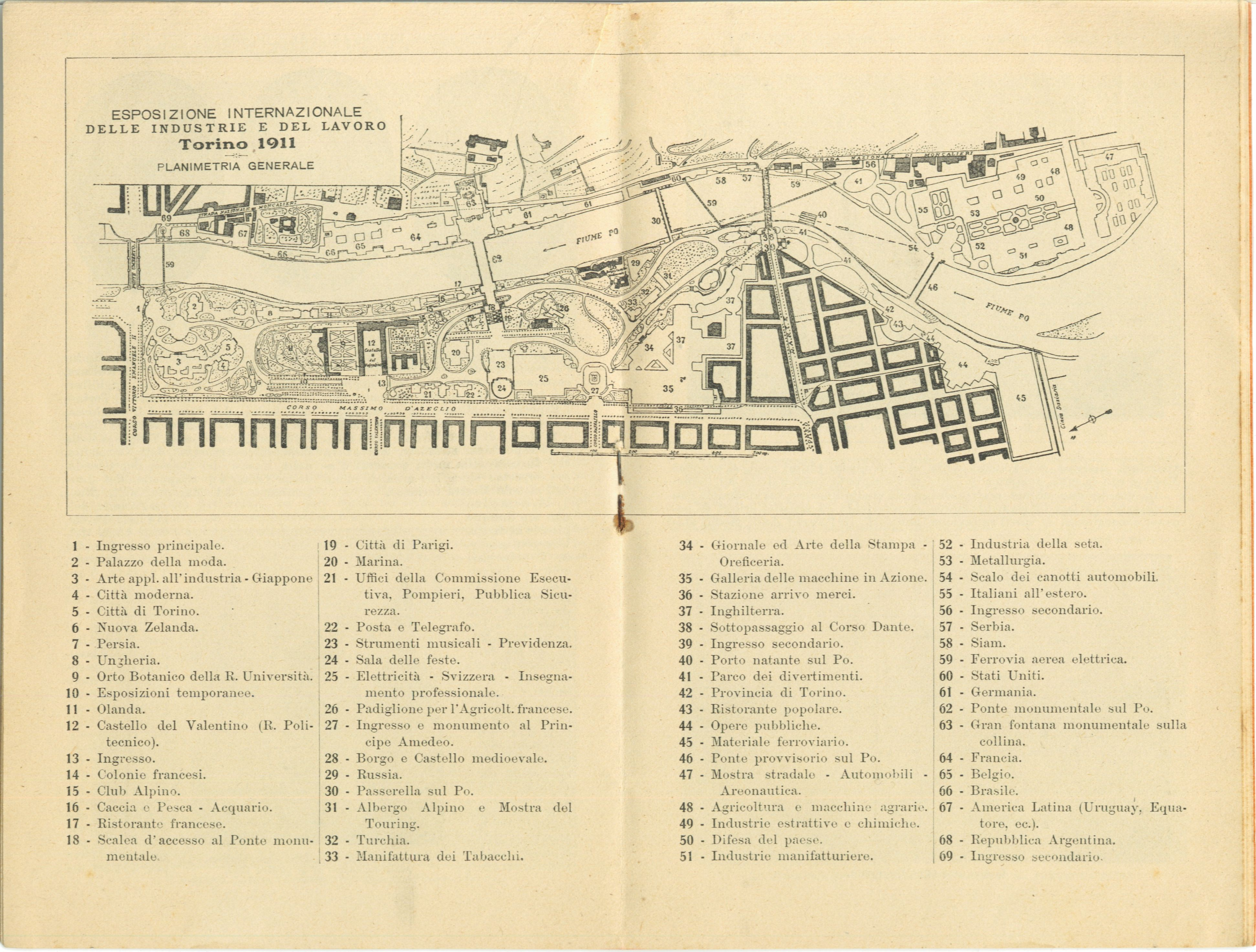
Cartina Topografica dell'esposizione

### Rassegne musicali
La sera dell'inaugurazione (29 aprile) al Teatro Regio fu rappresentato il Falstaff di Verdi. Poi, tra aprile e maggio, si tennero anche numerosi concerti, tra questi 5 dell'orchestra del Teatro Regio furono diretti dal celebre Arturo Toscanini.
Anche altri famosi direttori d'orchestra si esibirono durante l'esposizione, tra questi: Robert Kajanus, Tullio Serafin e Joseph Willem Mengelberg. Tra gli altri avrebbe dovuto esibirsi in ottobre anche il compositore viennese Gustav Mahler, ma egli morì nel maggio di quell'anno.

### Congressi
Importanti congressi si tennero in quei mesi, tra cui il IX Congresso fra industriali e commercianti, ed il Congresso nazionale fra costruttori italiani. In ottobre si tenne anche il Congresso interparlamentare della pace. Tante furono anche le gare sportive all'interno di questo evento. 

### Concorso cinematografico
Fu lanciato un concorso cinematografico suddiviso in tre categorie (artistica, scientifica e didattica) a cui vennero presentate pellicole che dovevano essere inedite. Il concorso si svolse all'interno del Padiglione egizio e ne rappresentò l'attrattiva principale. Il primo premio di 25.000 lire della categoria artistica fu conferito a Nozze d'oro diretto da Luigi Maggi, della "Ambrosio Film", il secondo a Il poverello di Assisi di Enrico Guazzoni  ("Cines"); tra i film scientifici, il primo premio fu attribuito a La vita delle farfalle, ancora della "Ambrosio", realizzato da Roberto Omegna con la collaborazione di Guido Gozzano. Furono inoltre premiati, nella sezione didattica: Il tamburino sardo della Cines, L’Odissea di Giuseppe De Liguoro prodotto dalla Milano Films. Nonostante fosse stato lanciato come una manifestazione di rilievo internazionale, il concorso non ebbe gran rilievo poiché furono presentate opere solo da parte di 4 case di produzione italiane

### Gare di aviazione
Importante tra le tante ricordare la "gara d'aviazione Roma-Torino", tenuta tra il 4 ed il 10 giugno con un premio al vincitore di duecentocinquantamila lire (una piccola fortuna per l'epoca), che coincise con l'inaugurazione del campo volo di Mirafiori. Sempre in tema aeronautico, tra il 24 ed il 30 giugno, si tenne anche una gara tra dirigibili, con il medesimo premio in denaro. 

### Teatro
Durante tutto il periodo della Esposizione, confluirono a Torino le più importanti compagnie teatrali, nelle quali recitarono Ermete Zacconi, Emma Gramatica e sua sorella Irma, Ermete Novelli e Leopoldo Fregoli.

### Varie
Nei mesi si alternarono concorsi ginnici, gare ippiche, di tiro a segno, corse ciclistiche e regate, perfino un concorso per Telegrafisti. Non mancarono anche le mostre curiose, come era costume delle esposizioni dell'epoca. Tra le tante ricordiamo la "Mostra della caricatura" e la "Mostra del biglietto di banca". Per la prima, il noto disegnatore Giorgio Ansaldi, in arte Dalsani, fu investito della carica di Presidente della Commissione ordinatrice della mostra retrospettiva sulla caricatura risorgimentale.

## Trasporti
Le ferrovie, in occasione dell'esposizione internazionale, fecero delle offerte a prezzo ridotto per i biglietti da e per Torino. Dal 1º marzo al 19 novembre 1911 fu possibile acquistare degli "abbonamenti" per 8 viaggi al costo di 10,50 lire. Dopo un primo viaggio a Torino, Roma o Firenze, il viaggiatore poteva usufruire degli altri 7 a suo piacimento sull'intera rete ferroviaria. Lo stesso "abbonamento" dava diritto a sconti per l'ingresso alle Esposizioni, ai Musei, ai Teatri ed agli eventi collaterali. Furono introdotte tariffe scontate anche per i semplici viaggi dalle città piemontesi al capoluogo. Al prezzo di 1,25 lire si poteva acquistare un "voucher" della validità di 4 giorni e con la riduzione del prezzo del biglietto del 60%. Nei giorni delle principali feste le Ferrovie allestirono dei treni speciali per Torino con tariffe ridotte del 75%.

## Galleria d'immagini

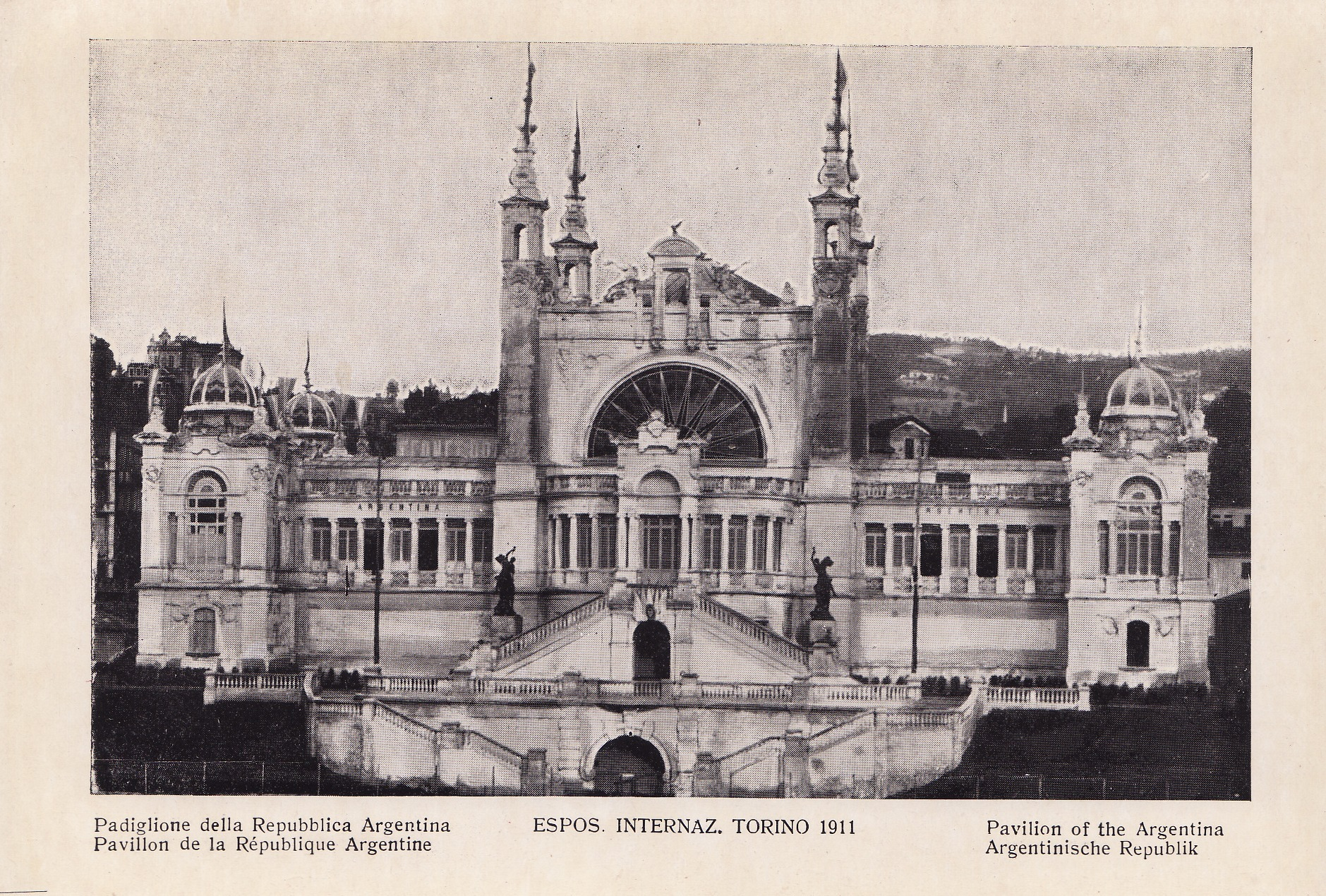
Padiglione dell'Argentina
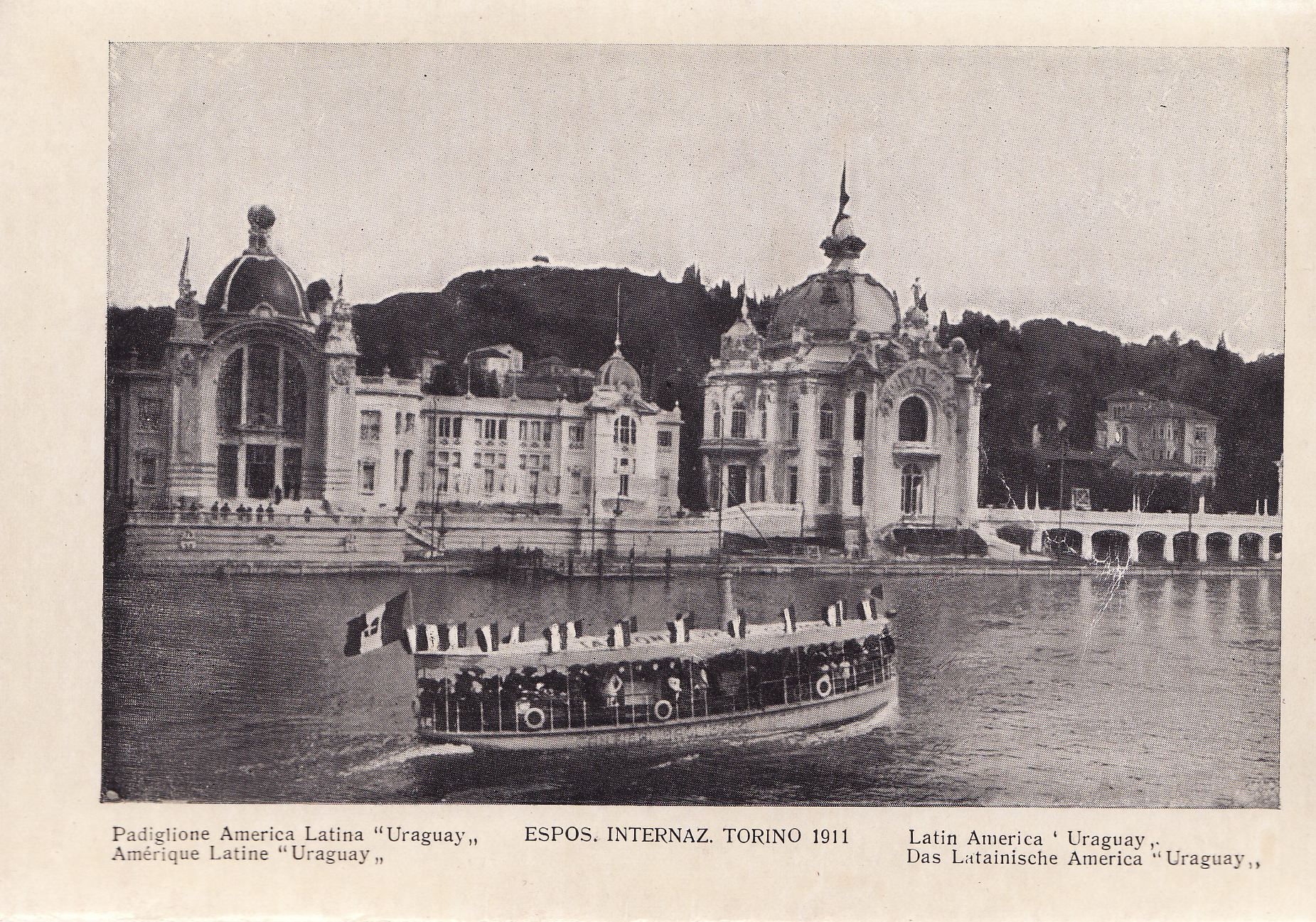
Padiglione dell'Uruguay e altri paesi sudamericani
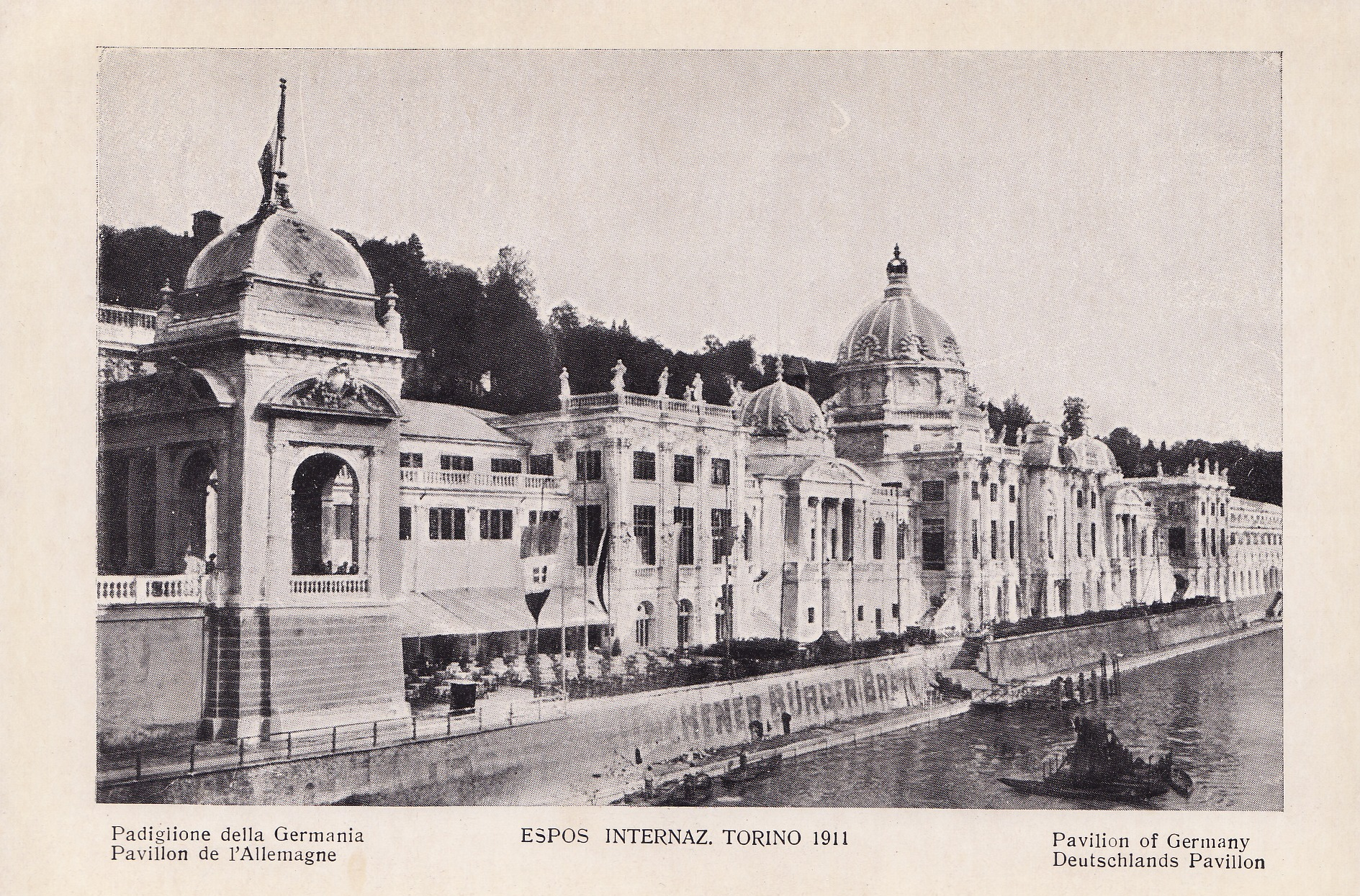
Padiglione della Germania
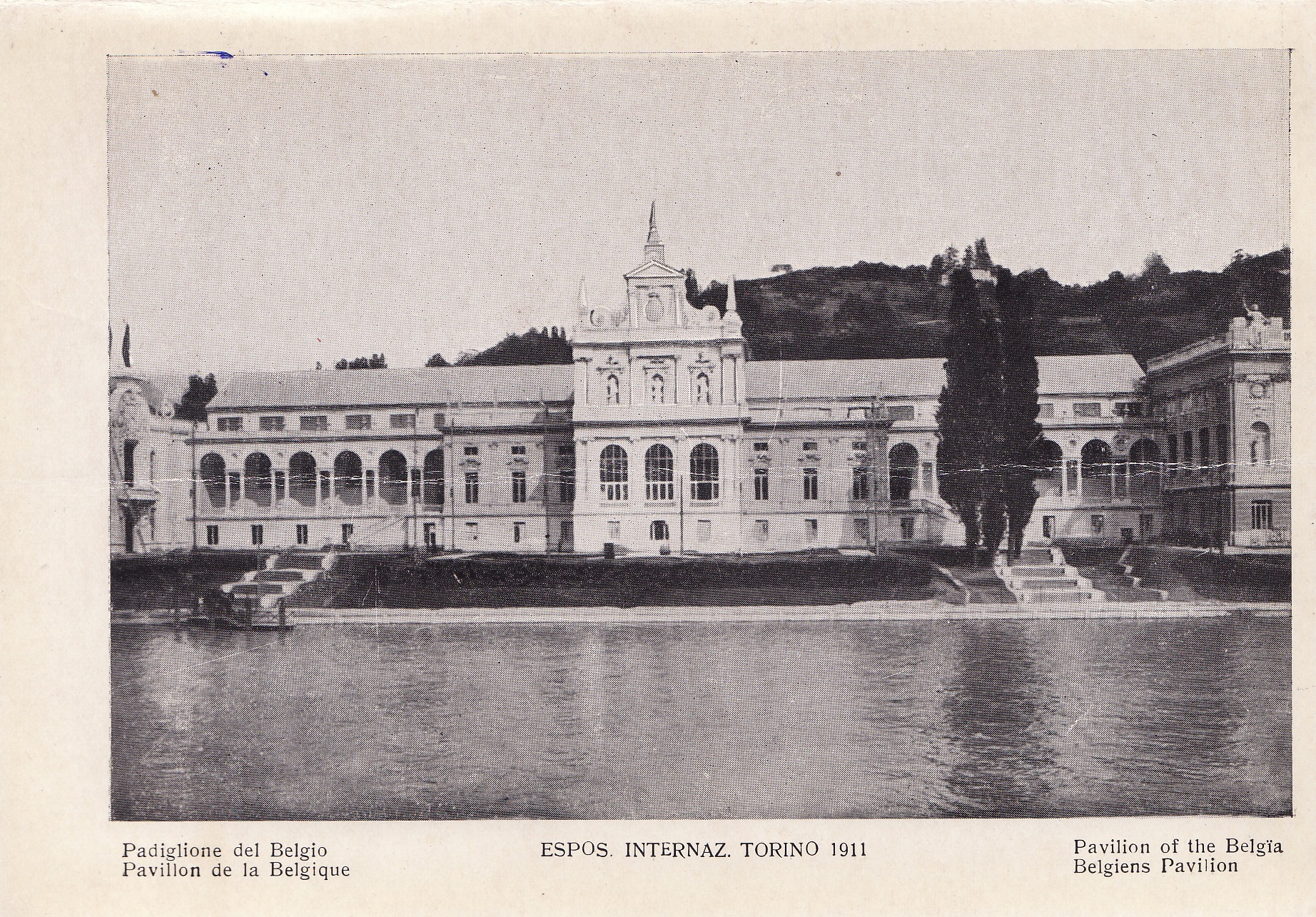
Padiglione del Belgio
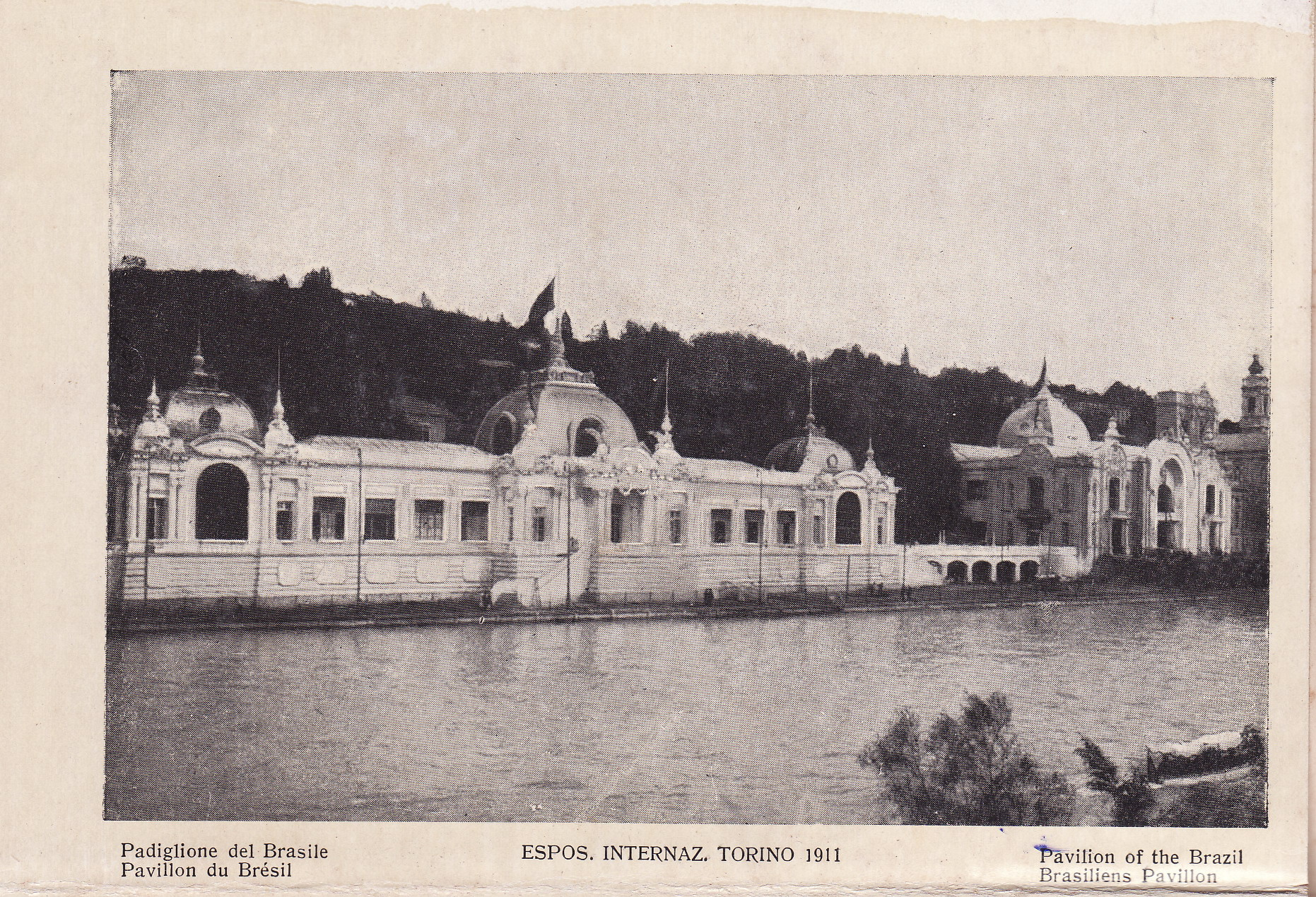
Padiglione del Brasile
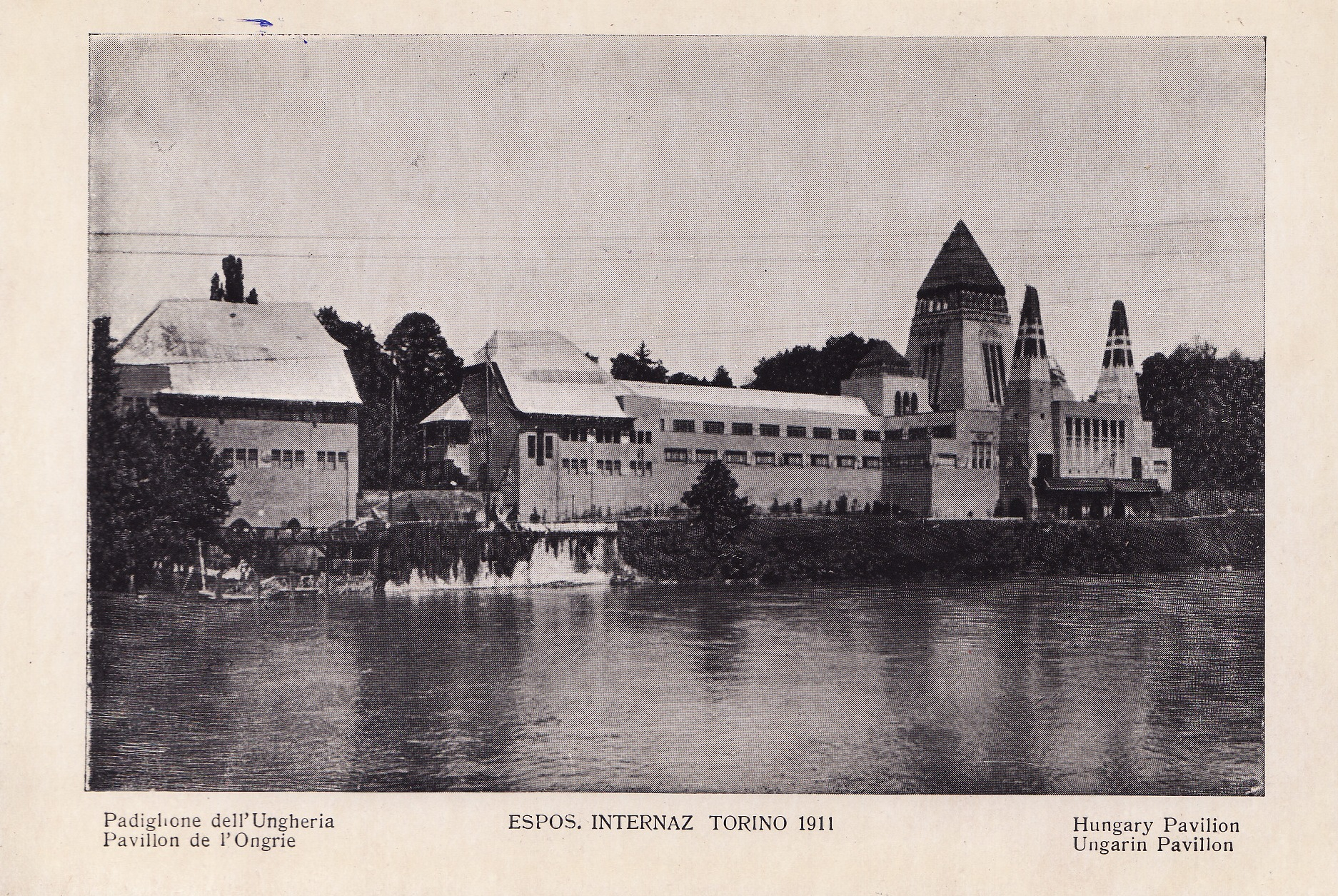
Padiglione dell'Ungheria
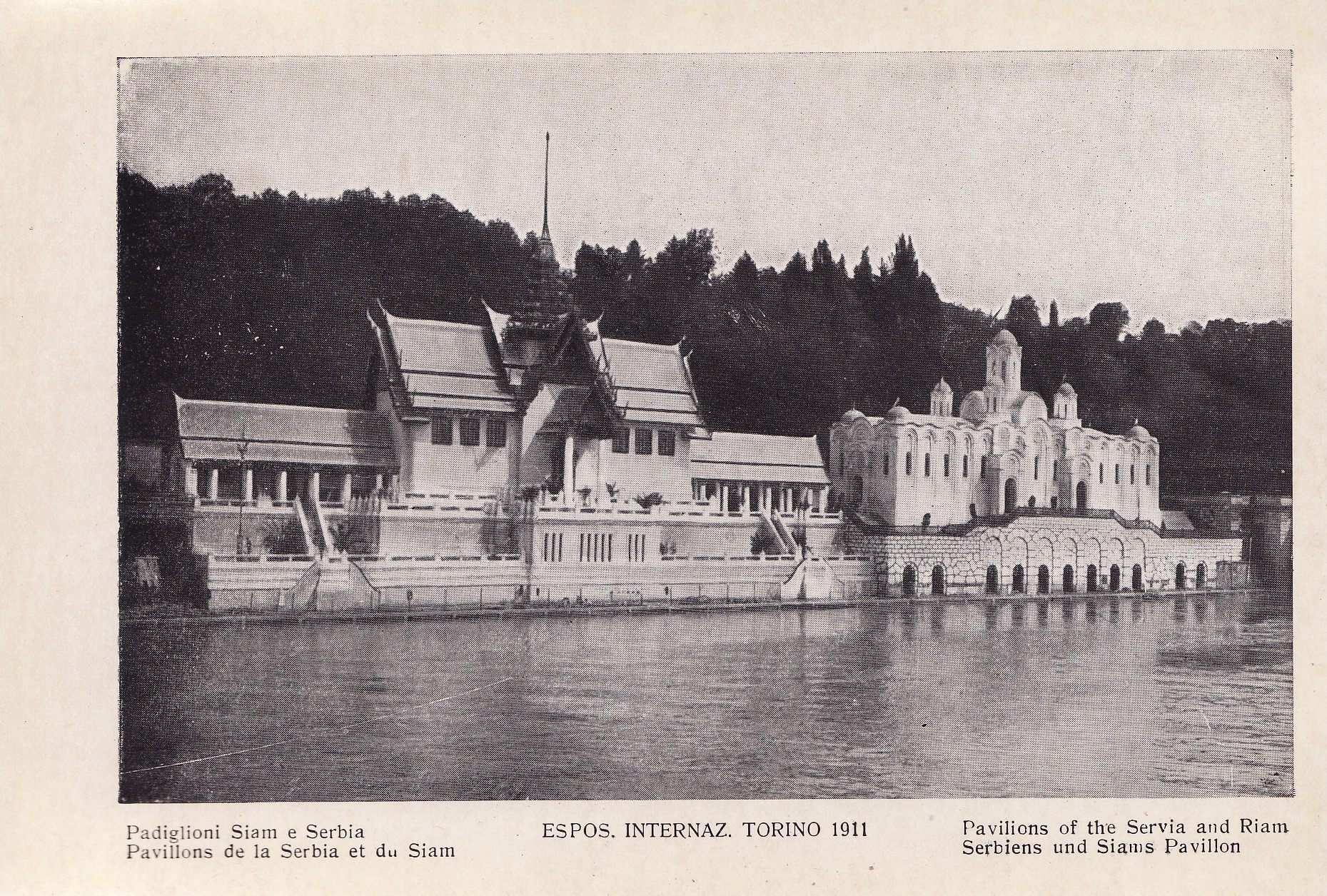
Padilgioni del Siam e della Serbia
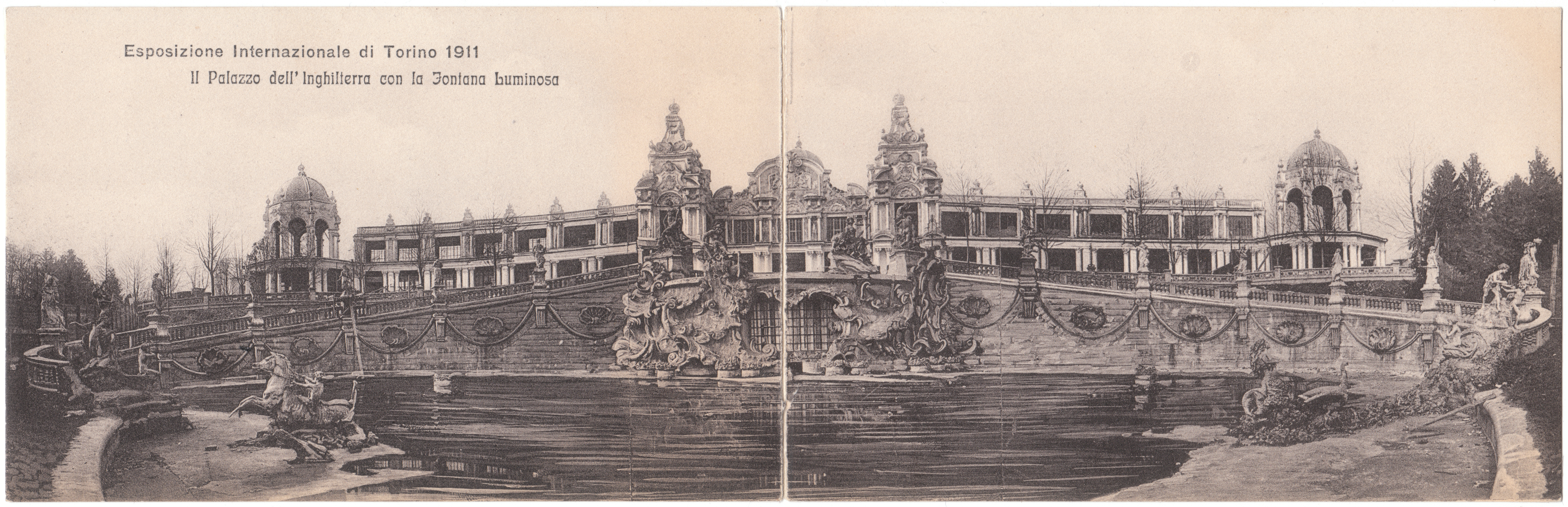
Padiglione della Gran Bretagna
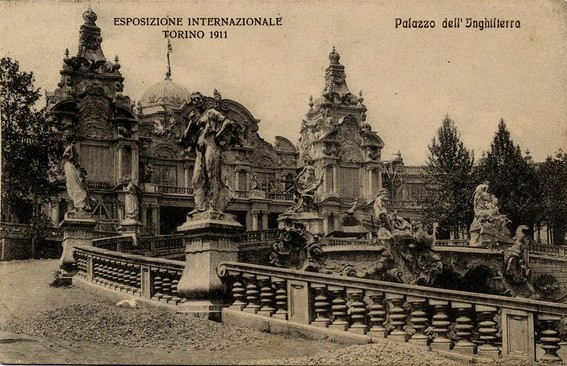
Padiglione dell'Inghilterra
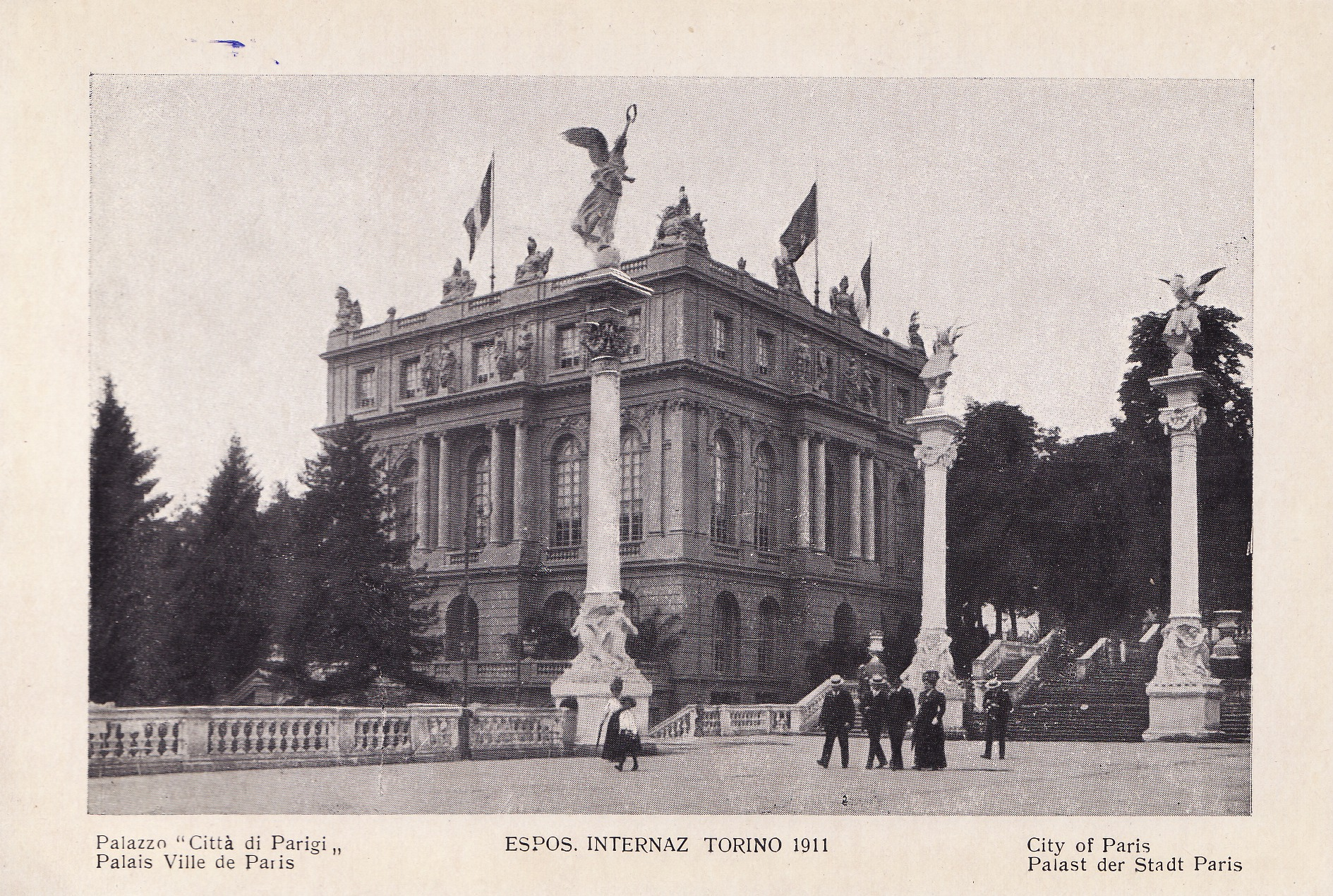
Padiglione di Parigi
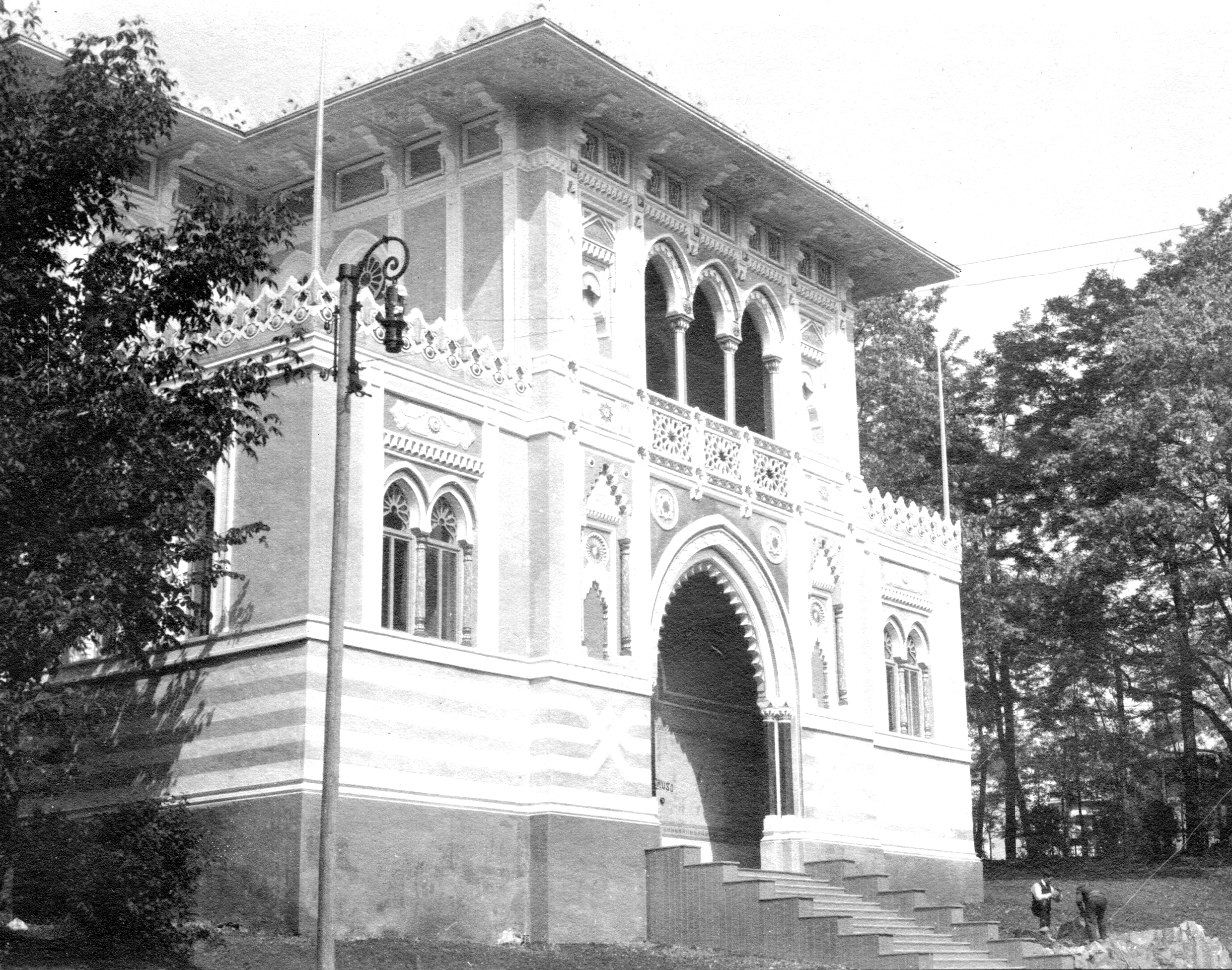
Padiglione dell'Impero Ottomano
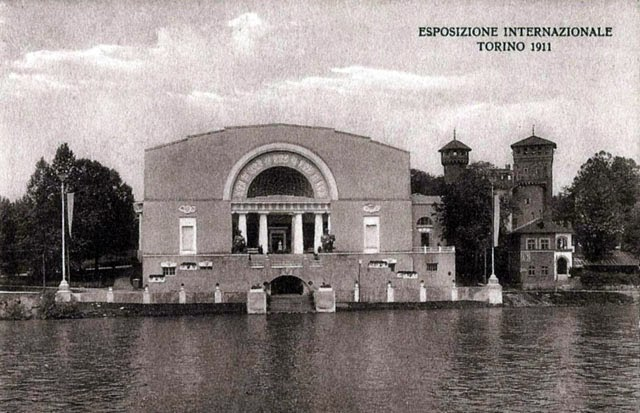
Padiglione della Russia
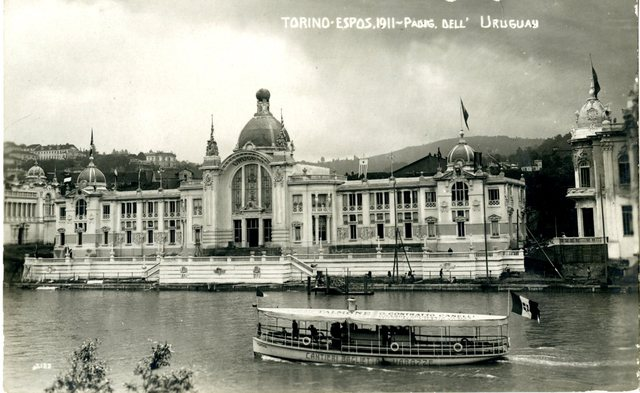
Padilgioni Stati Sudamericani
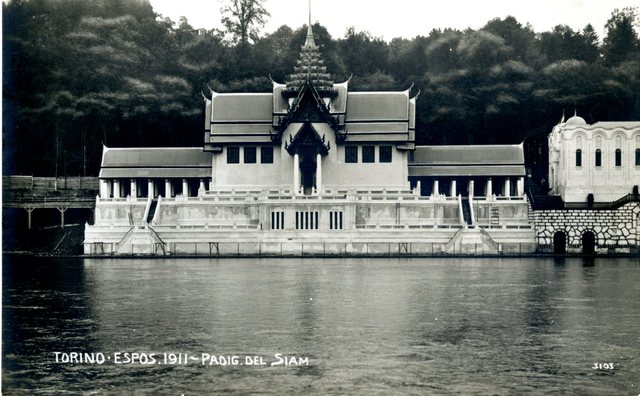
Padiglione del Siam
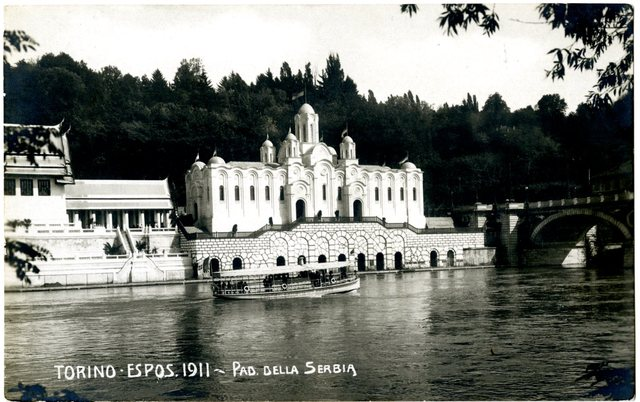
Padilgione della Serbia
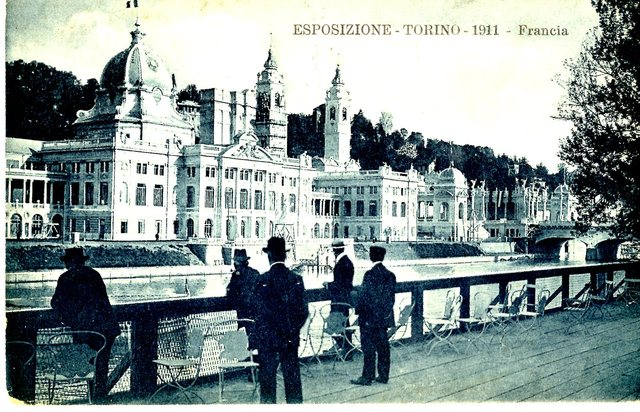
Padiglione della Francia
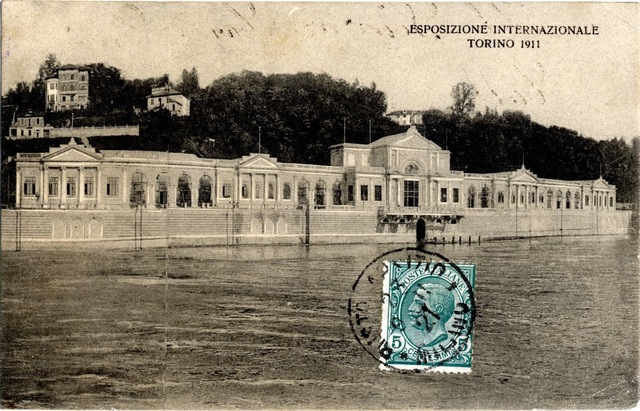
Padiglione degli Stati Uniti
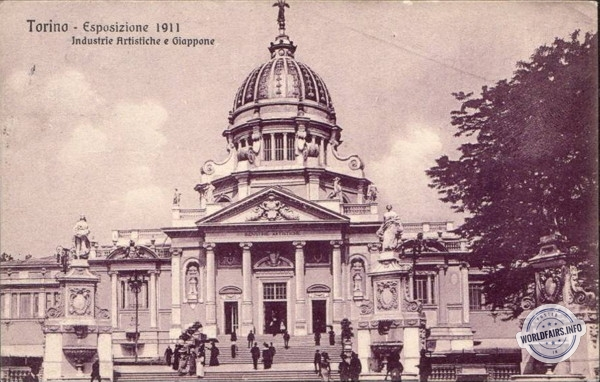
Padiglione delle arti applicate e del Giappone
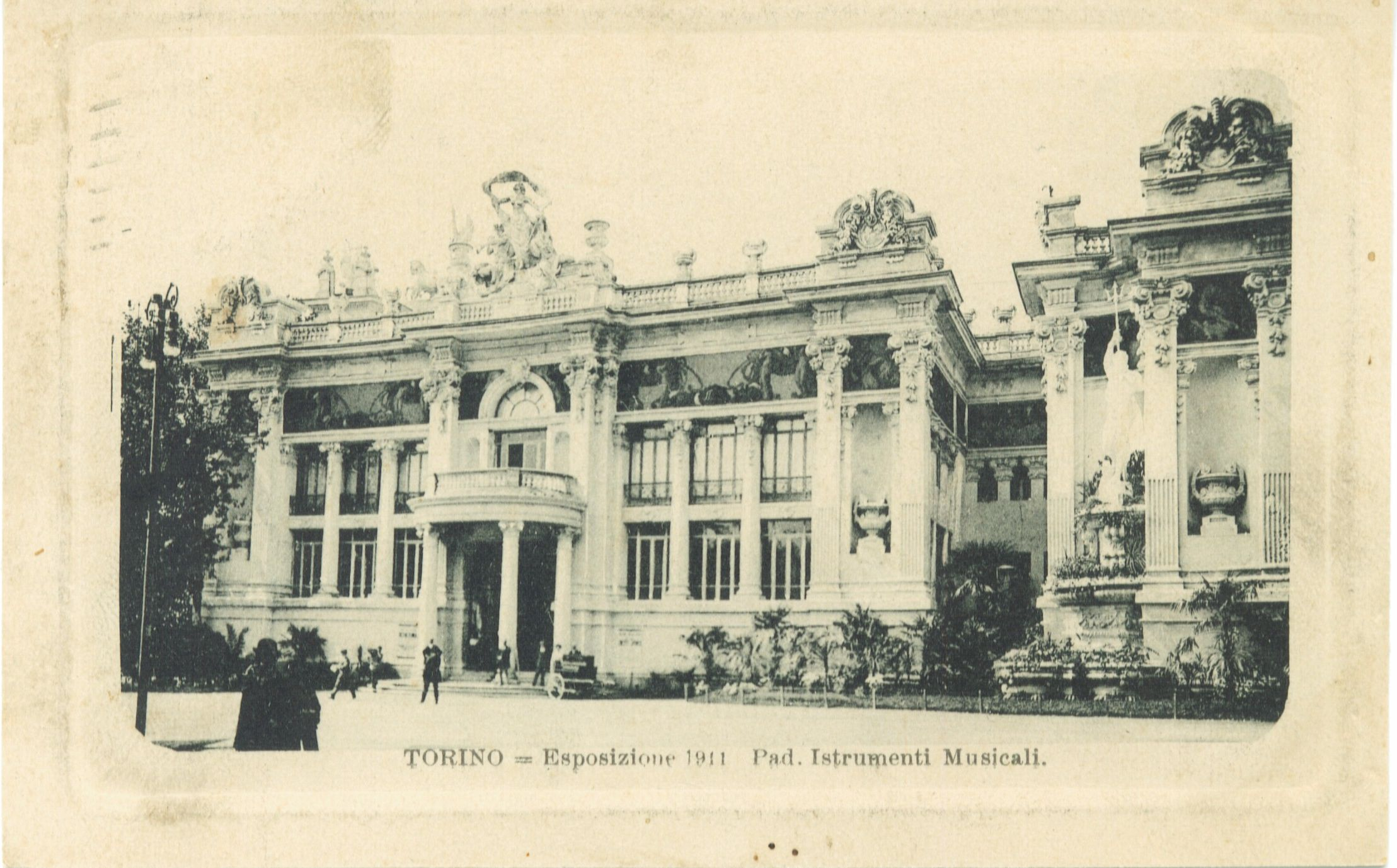
Il Padiglione degli strumenti musicali